# Apraxie
 Mise en garde médicale
Le mot apraxie découle du terme praxie qui désigne les fonctions de coordination et d'adaptation des mouvements volontaires de base dans le but d'accomplir une tâche donnée. Praxie vient du mot grec praxis qui signifie « action ».
Une personne dont la praxie est normale est capable d'imiter des mouvements, d'appréhender des objets dans l'espace et de les manipuler, de reproduire des dessins de manière spontanée.
L'apraxie est un signe clinique décrivant une déficience de la programmation (organisation) permettant la réalisation d'un comportement moteur intentionnel, consécutif à une lésion cérébrale, un trouble de la représentation mentale des gestes. Ainsi, et notamment selon les écrits de Geschwind, une apraxie peut être diagnostiquée à trois conditions :
1. Les mécanismes qui régulent l'activité motrice doivent être préservés (absence de paralysie, d'ataxie, de trouble du tonus — hypotonie, hypertonie... —, défaut de coordination) ;
2. Les informations sensitivo-sensorielles sont indispensables pour que le mouvement réalisé soit adapté au but poursuivi ;
3. La compréhension de la consigne donnée par l'examinateur doit être suffisante, ce qui élimine les déficiences intellectuelles (troubles de la mémoire, de l'attention, de la compréhension, du jugement) et sensorielles (surdité, cécité)[3]

Il existe en fait plus de 30 variétés d'apraxies. Liepmann,, relève qu'il existe trois principaux types d'apraxies : les apraxies gestuelles (idéatoire, idéomotrice et mélokinétique), les autres formes d'apraxie (constructive) et les apraxies spécialisées (apraxie de l'habillage, de la marche…).

## Historique de l'apraxie
L'un des premiers cas d'apraxie fut décrit en 1900 par Hugo Karl Liepmann (en), à la suite de l'observation d'un conseiller de Prusse, porteur d'une apraxie latérale droite, et présentant des déficits moteurs de la tête (rotation) et de la langue. À sa suite, en 1905, Arnold Pick observe un trouble d'utilisation volontaire d'objet qu'il nomme, comme l'avait fait Liepmann, « apraxie motrice ». Entre 1908 et 1920 l'observation de 89 patients atteints de lésions pariétales ou frontales mène Liepmann à supposer la dominance de l'hémisphère cérébral gauche, concernant les fonctions praxiques et gestuelles, et ce indépendamment des centres proches du langage.

## Différents types d'apraxie

### Apraxie idéatoire
L'apraxie idéatoire est considérée comme une désorganisation de la représentation mentale des gestes à effectuer dans un but précis,,,(Poeck, De Gall). Il est impossible pour le patient de réaliser un mouvement composé d'un ensemble de sous-mouvements élémentaires organisés. D'un point de vue moteur, les mouvements élémentaires sont bien effectués, mais l'idée du geste est incohérente. Si la personne manipule seulement de manière maladroite (absence d'anomalies dans la gestion des mouvements) alors ce n'est pas une apraxie. Il est à relever qu'un problème survient généralement dès l'identification de l'objet (De Gall). Cette pathologie altère principalement les activités de manipulation d'objets et d'utilisation d'outils. C'est un trouble qui ne s'adresse pas à une partie musculaire en particulier mais à tout le corps.
Les erreurs reconnues dans cette apraxie peuvent survenir lors d'un « déficit total » : « la non-réponse, la réponse de type « je ne sais pas », le mouvement non reconnaissable, la verbalisation de l'action sans réalisation effective, la parapraxie - variété d'apraxie secondaire à l'agnosie où le trouble moteur est dû à l'absence de reconnaissance de l'objet manipulé ». Elles peuvent aussi survenir lors d'un « déficit partiel » : « l'assimilation d'une partie du corps à l'objet, le non-respect de la forme de l'objet, la mauvaise disposition des doigts sur l'objet (tenir les objets dans le mauvais sens), l'utilisation d'un mauvais objet même si cette situation est correcte (écrire avec des ciseaux, décapsuler un verre), la saisie anormale de l'objet (marteau tenu par la tête) ».
Par opposition à l'apraxie idéomotrice, la personne éprouvera des difficultés à allumer une bougie (inversion des étapes de réalisation de la tâche : souffle l’allumette avant d'allumer la bougie, erreur dans la manière de faire : prend l'allumette du mauvais côté pour l'allumer), mais arrivera à faire le salut militaire (geste pris isolément)

### Apraxie idéomotrice
L'apraxie idéomotrice se caractérise par l'incapacité à exécuter un geste sur demande, geste symbolique ou action mimée (par ex. se peigner) tandis que l'exécution spontanée est possible (dissociation automatico-volontaire).
L'apraxie idéomotrice est parfois associée à une aphasie qui est une altération de la faculté à s'exprimer et/ou à comprendre le langage oral et/ou écrit alors que les organes de la parole et les systèmes sensoriels impliqués (ouïe, vue) sont intacts. L'apraxie idéomotrice est souvent associée à des lésions pariétales de l'hémisphère gauche.
L'apraxie idéomotrice se caractérise par l'incapacité à exécuter un geste simple (élémentaire) pris isolément sur demande. Lorsque ce geste est ordonné ou imité, il devient un acte réfléchi et intentionnel que la personne n'arrive pas à produire. En revanche, pris dans une suite d'actions quotidiennes et fait de manière automatique, le sujet arrive à le produire. C'est pourquoi le sujet ne se plaint pas, car il peut rarement prendre conscience de son trouble dans sa vie quotidienne ; en effet tous les gestes sont la plupart du temps exécutés spontanément et non par réflexion au geste lui-même. Ce phénomène est appelé « dissociation automatico-volontaire ». Il reste que la reconnaissance et la représentation du geste sont possibles (Mozaz).
Ainsi cette apraxie peut affecter les pantomimes (art d’exprimer quelque chose par des gestes) d'utilisation (gestes transitifs : imiter quelqu'un qui se peigne, se brosser les dents…), les gestes symboliques (gestes intransitifs : salut militaire, signe de croix…), les gestes sans signification (imitation : papillon…) et les gestes expressifs (imiter le froid, la peur...). Ces mouvements peuvent être mis en échec par une orientation inadaptée du corps du sujet dans l'espace, une mauvaise estimation de la quantité de mouvements à réaliser, de la maladresse dans l'exécution d'un geste pourtant correctement conçu, un geste ne correspondant pas à la bonne utilisation de l'objet, etc. (Mozaz).

### Apraxie motrice
L'apraxie motrice est aussi dite mélokinétique. Elle se caractérise par l'incapacité à réaliser des mouvements précis, rapides, alternatifs ou en série. La réalisation d'un mouvement fin est mise en difficulté, car la séquence motrice nécessaire est endommagée. En revanche, il n'a pas de difficultés à reconnaître des gestes incorrects. Il n'affecte qu'un secteur musculaire, le plus souvent supérieur et ses extrémités (difficulté à agir sur les postes de travail à commande ergomotrice précise),.

### Apraxie constructive ou constitutive
L'apraxie constructive ou constitutive est un trouble visuospatial qui se traduit par une difficulté à définir les relations des objets entre eux et dans le domaine graphique à dessiner des formes en 3D. Le sujet a des difficultés à réaliser, spontanément ou en copie, des dessins ou constructions (cubes, ronds, carrés… : ce sont des figures simples). Il a aussi tendance à les simplifier et ne prend pas facilement en compte les détails dans sa réalisation. Au rendu du dessin nous observons des traits entrecroisés, des inversions du dessin en miroir… Cette apraxie n'est pas facilement reconnaissable par le sujet, en effet il doit passer des tests pour la diagnostiquer.
C'est dans les lésions droites que les désordres constructifs et les désorganisations topographiques sont les plus courants et plus sévères. Le sujet dessine de droite à gauche. Les perturbations sont de type visuospatial (éclatement du dessin et des liens spatiaux), il y a une négligence gauche (amputation fréquente de la partie gauche du dessin), une orientation désordonnée (pas d'aide par les points de repère), et de nombreux détails sont en dehors de toute forme globale.
Dans les lésions gauches c'est la programmation de l'action qui est affectée. Le dessin tend à être simplifié, mais il est facilité si l'on donne des repères au patient pendant qu'il dessine (capacité d'amélioration par l'apprentissage). Les relations topographiques (forme, configuration d'un lieu) entre les différents éléments d'un dessin à copier sont désorganisées mais tout de même plus légèrement préservées. Il y a un phénomène d'accolement nommé « closing-in ».

### Apraxie de la marche
L'apraxie de la marche se traduit par une impossibilité du patient à disposer convenablement ses jambes pour marcher. Les effets sont par exemple : un élargissement du polygone, des petits pas avec ou sans destination (c.-à-d. tendance à marcher plus vite de façon à éviter la chute en avant), une diminution du balancement des bras, une démarche magnétique (comme si les pieds étaient collés au sol)...

### Apraxie de l'habillage
L'apraxie de l'habillage a été identifiée par Brain en 1941. Elle consiste en l'incapacité de se vêtir correctement. Il y a difficulté à orienter, agencer et mettre les vêtements sur le corps ; le patient regarde les vêtements, les manipule dans tous les sens sans résultat final ; il peut s'agir de mettre ses chaussettes, fermer des boutons, mettre une cravate…

### Apraxie buccofaciale (ou «bucco-linguo-faciale»)
L'apraxie buccofaciale (ou « buccolinguofaciale ») se traduit par une incapacité du patient à siffler, souffler ou réaliser tout autre type de mouvement impliquant la mobilisation de muscles situés au niveau du visage (au sens large du terme). Mais on peut noter une dissociation automatico-volontaire : les activités volontaires, comme tirer la langue, souffler, gonfler les joues... sont impossibles, tandis que les gestes automatiques et réflexes (mastication, déglutition, gestes d'urgence) sont préservés.

### Apraxie réflexive
L'apraxie réflexive se caractérise par l'impossibilité à imiter des mouvements bimanuels complètement abstraits (ni symboliques ni mimes d'une action réelle).
Elle se retrouve lors de syndromes frontaux et démences.

### Apraxie dynamique
L'apraxie dynamique se traduit par une perturbation de la séquence des gestes.

### Apraxie frontale
L'apraxie frontale se traduit par un déficit observé lors de l'utilisation des objets et de la réalisation d'actions familières dans la vie quotidienne.
Ce sont des erreurs de substitutions d'objets et d'organisation séquentielle.
Il ne faut pas la confondre avec l'apraxie idéatoire.

### Apraxie graphique
L'apraxie graphique ou agraphie est une atteinte de l'écriture au moyen de stylos (l'écriture par ordinateur est préservée).
C'est l'atteinte du savoir-faire gestuel pour la réalisation de lettres, l'ordonnancement spatial des mots, la manipulation du crayon.
La difficulté est la transformation en graphie : l'épellation du mot est donc préservée.

## Relations entre lésion cérébrale et type d'apraxie
Les centres praxiques sont situés dans le pli courbe et le gyrus supra-marginal du lobe pariétal de l'hémisphère dominant (Liepmann). Une lésion à ce niveau amène des perturbations lors d'activités comme le tapping. Aussi, différentes parties du cerveau sont atteintes et le niveau d'affection de chacune varie selon l'étendue et la localisation de la lésion. Ainsi l'apraxie peut être unilatérale ou bilatérale. Depuis Liepmann, d'autres recherches ont été faites et ont montré que 20 % des apraxiques ont des lésions à l'hémisphère droit, et 50 % des lésions sont à l'hémisphère gauche. Toutefois, toute la littérature anglo-saxonne ne dit pas la même chose que De Renzi. Ainsi tous les chercheurs n'utilisant pas les mêmes méthodes expérimentales. Les résultats obtenus sur l'apraxie sont variés.[évasif] Les affections chez les personnes ayant des désordres des mouvements intentionnels non appris sont bilatérales. Ensuite, les lésions pariétales gauches entraînent plus de perturbations dans la réalisation de mouvements sans signification qu'avec signification,.
Concernant le lobe pariétal, selon les cas, l'apraxie va atteindre la région centrale gauche, la région pariétale ascendante, et/ou les fonctions visuospatiales. Ce lobe pariétal assure la gestion du geste (praxie), et la reconnaissance des objets. Le lobe frontal (qui est le plus volumineux du cerveau) à travers l'aire frontale ascendante et les aires motrices, a pour rôle la programmation motrice. Les autres aires du lobe frontal assurent le comportement, le langage, la planification et l'organisation intellectuelle.
L'apraxie arrive généralement après un AVC, une tumeur. 50 % des personnes répertoriées dont l'hémisphère gauche est touché ont eu un AVC.
- Apraxie idéomotrice : Liepmann dit que cette apraxie est bilatérale et survient après une lésion au niveau de la substance blanche profonde du lobe pariétal de l'hémisphère gauche. Lorsque le cerveau traite un ordre, celui-ci est d'abord analysé et décodé au niveau de l'aire de Wernicke (hémisphère gauche). Ensuite les informations nécessaires à la réalisation motrice sont décodées par les aires visuelles primaires (qui traitent les informations sensorielles) puis les aires visuelles associatives (qui reçoivent et interprètent les informations traitées par les aires primaires). Ces aires sont situées au niveau du lobe occipital (hémisphères gauche et droit). Ces deux aires empruntent ensuite des voies qui convergent vers le gyrus angulaire visuokinesthésique. Ce dernier programme les séquences de gestes appris. Les gestes appris sont ensuite transmis au cortex prémoteur associatif qui programme alors le cortex moteur primaire, au niveau du lobe frontal. Toutes ces structures sont connectées par des voies d'association, le faisceau arqué et le corps calleux lient les hémisphères entre eux et permet de relier les centres praxiques gauches à l'hémisphère droit. Ce sont des fibres associatives qui permettent le transfert des informations entre les deux centres et permet une action synergique des deux.

Dans le cas des lésions pariétales (gyrus supramarginal et gyrus angulaire) les représentations visuokinesthésiques du geste seraient affectées et des troubles de la compréhension, aussi bien que de la production, apparaîtraient.
Dans certains rares cas, l'usage d'une modalité de traitement spécifique amène l'apraxie : soit par déconnexion verbomotrice (le déficit n’apparaît que sur consigne verbale), visuomotrice (le trouble n’apparaît que sur la base d'une entrée visuelle), ou encore une déconnexion tactilomotrice,.
- Apraxie idéomotrice unilatérale gauche : il s'agit d'une lésion du corps calleux dans son segment antérieur, il s'agit d'une lésion pariétale gauche, chez le droitier cela touche surtout le gyrus supramarginal (tiers antérieur du corps calleux ou Rostrum).
- Apraxie idéomotrice bilatérale : elle est consécutive à une lésion pariétale gauche chez le droitier touchant essentiellement le gyrus supramarginal[16].
- Apraxie idéatoire : les lésions de l'apraxie idéatoire sont situées au niveau du cortex associatif du carrefour temporo-pariéto-occipital de l'hémisphère dominant et du gyrus angulaire[16]. Les lésions de localisation temporo-pariétale gauche sont très couramment trouvées. Cependant on s'est aperçu que cette apraxie n'était encore jamais apparue avec des lésions cérébrales droites. Elle peut aussi apparaître lors de lésions bihémisphériques bifocales (focales car incluant des troubles visuels associés), ou bien lors de lésions hémisphériques isolées, comme rétrorolandique et quelquefois par des lésions frontales[14].
- Apraxie motrice : elle est unilatérale la plupart du temps[19]. Quand les lésions sont de type cortical sylvienne supérieure, elle est associée à une aphasie. Après une lésion de l'aire de Broca ou plus en avant dans le lobe frontal, elle est associée à une aphasie de Broca sans hémiplégie.
- Apraxie constructive : les lésions de cette apraxie sont pariétales droite, gauche ou bilatérale. Elles peuvent s'associer à une aphasie de type Wernicke ou à un syndrome de Gerstmann[21].
- Apraxie de la marche : gyrus frontal supérieur (cortex frontal).
- Apraxie de l'habillage : il s'agit d'une lésion pariétale droite, au niveau du gyrus supramarginal. Elle peut donc être associée à une apraxie constructive et/ou hémiasomatognosie.
- Apraxie buccolinguofaciale : opercule frontorolandique (cortex frontal).
- Apraxie réflexive : cortex frontal.
- Apraxie dynamique : lésion préfrontale.

## Apraxie et modèles du mouvement
Lorsque l'on réalise un mouvement volontaire, les mécanismes cognitifs sollicités peuvent être schématiquement modélisés en trois grandes étapes : la « représentation mentale » du geste à réaliser (planification), la programmation du mouvement et la sollicitation des muscles nécessaires au mouvement (dans le bon ordre).
Les principales formes d'apraxie résultent de l'altération de l'une de ces trois étapes :
- l'altération de la représentation du mouvement, processus au cours duquel le mouvement est conçu, se traduit par l'apraxie idéatoire ;
- l'altération de l'étape de programmation de la séquence de contractions musculaires nécessaires au mouvement se traduit par l'apraxie idéomotrice ;
- l'altération de l'étape de mise en action des muscles se traduit par l'apraxie motrice. Cette dernière peut être subdivisée en apraxie kinesthésique et apraxie mélokinétique.

## Traitement
Il est difficile de parler de « traitement de l'apraxie », puisque l'apraxie n'est que le symptôme d'un dysfonctionnement cérébral.
Les raisons à l'origine d'une apraxie sont très variables (toxine, lésion cérébrale...), ce qui influence la prise en charge. Il faut si possible traiter la cause de l'apraxie avant toute autre chose (par exemple si l'apraxie est due à l'absorption d'un toxique, cesser la prise du toxique). À ce stade, il est très important de déterminer le type d'apraxie, car cela peut permettre d'orienter vers son étiologie.
L'apraxie en elle-même peut bénéficier d'une prise en charge rééducative, notamment si elle est liée à une véritable lésion du système nerveux central (AVC par exemple). Cette prise en charge est souvent effectuée par des ergothérapeutes ou des psychomotriciens.
Il peut arriver que l'apraxie soit liée à une spasticité, c'est-à-dire à une rigidité musculaire.
Depuis quelques années, la rigidité séquellaire bénéficie de traitements par la toxine botulique qui s'avèrent extrêmement efficaces, bien tolérés, nécessitant cependant le renouvellement des injections toutes les 10 à 12 semaines selon l'évolution des symptômes.
Malgré quelques effets secondaires passagers (ptosis, paralysie de certains muscles du front ou de la joue), il n'y a globalement pas d'effets généraux à redouter.
Il est également possible pour des patients déjà traités par toxine botulique d'envisager des interventions chirurgicales correctrices. Ces interventions sont indiquées en cas d'échec de la toxine botulique, qui survient la plupart du temps dès les premières injections. Il est en effet rare de voir s'installer des absences de réponse à la toxine botulique après plusieurs injections qui avaient donné de bons résultats.

## Pronostic
Le pronostic est très variable d'un patient à l'autre. Alors que certains montrent une amélioration importante grâce à la prise en charge rééducative (ou même spontanée), certaines apraxies ne s'améliorent que peu ou pas du tout.